# Åsa Lindholm
Åsa Emilia Lindholm (geboren am 27. Februar 1975 in Lund, Malmöhus) ist eine schwedische Dramatikerin, Regisseurin und Dramaturgin.

## Biographie
Åsa Lindholm studierte von 2001 bis 2004 am Dramatischen Institut im Fachbereich Dramatik/Dramaturgie. Außerdem studierte sie an den Universitäten Lund und Århus. Sie war als Dramaturgin am Göteborg Stadstheater und am Uppsala Stadstheater tätig und künstlerische Leiterin am Teater Tribunalen. Später war sie als Dramaturgin am Kulturhuset Stadsteatern in Stockholm tätig.
Lindholm hat für das Stadttheater Stockholm, das Stadttheater Göteborg, Unga Klara, Dramaten, Folkoperan, Riksteatern, Radioteatern und Östgötateatern geschrieben und Regie geführt. Ihre Stücke wurden ins Deutsche, Norwegische, Englische, Rumänische, Chinesische und Türkische übersetzt. Sie hat auch mit Performancekunst in eigenen Projekten, am Teater Tribunalen und mit der dänischen Performancekünstlerin SIGNA gearbeitet.
Lindholm erhielt 2006 den Ikaros-Preis für die Radioproduktion Ett perfekt liv (Ein perfektes Leben). 2017 erhielt sie das Henning-Mankell-Stipendium und 2020 den Preis der Svenska Ibsensällskapet (Schwedische Ibsen-Gesellschaft).

## Werke
- Bettysagorna (2004)[1]
- Om flickor kunde döda (2009)[1]
- Bye Bye Baby (2010)[1]
- De röda skorna (2010)[1]
- Flickan med tomtebloss (2010)[1]
- Grymma sagor (2010)[1]
- Hans Christian och den lille vännen (2010)[1]
- Sheher – sagoberätterskan (2010)[1]
- Sugerstar Sockerstjärna (2011)[1]
- Marisol (2013)[1]
- Natten – börjar nu (2014)[1]
- Panik i flickrummet (2017)[1]
- Snubben lättar på sitt hjärta (2018)[1]
- Lång natts färd mot dag (2020)[1]
- Mi-Mi's sexuella liv (2024)[1]